# Moritz zu Hohenlohe-Schillingsfürst
Moritz Karl Viktor zu Hohenlohe-Waldenburg-Schillingsfürst (* 6. August 1862 in Lindau im Bodensee; † 27. Februar 1940 in Schillingsfürst), seit 1915 Fürst Moritz zu Hohenlohe-Schillingsfürst, war ein deutscher Standesherr und Offizier. Von 1915 bis 1940 war er Chef des Hauses Hohenlohe-Schillingsfürst.

## Leben
Prinz Moritz war einer der jüngeren Zwillingssöhne von Fürst Chlodwig zu Hohenlohe-Schillingsfürst (1819–1901) und Marie zu Sayn-Wittgenstein-Berleburg (1829–1897). Prinz Moritz Mutter Marie war die älteste Tochter des Fürsten Ludwig Adolf Friedrich zu Sayn-Wittgenstein-Sayn und somit auch eine Enkelin des russischen Generalfeldmarschalls Ludwig Adolf Peter zu Sayn-Wittgenstein. Der jüngere Zwillingsbruder von Prinz Moritz war Prinz Alexander, der später als Reichstagsabgeordneter und Publizist bekannt wurde. Prinz Moritz trat nach Absolvierung des Gymnasiums in Wiesbaden und rechts- und staatswissenschaftlichen Studien an den Universitäten Graz, Wien und Leipzig 1885 in das preußische Heer ein.
Von seinem älteren Bruder Philipp Ernst erbte Prinz Moritz 1915 die Standesherrschaft Schillingsfürst und die böhmische Herrschaft Podebrad. Somit war er seither bis zu seinem Tod als Fürst zu Hohenlohe-Schillingsfürst der Chef seines Hauses. Von 1915 bis zum Untergang der Monarchie 1918 besaß er auch das zugehörige erbliche Mandat im bayerischen Reichsrat. Nach dem Ende des Ersten Weltkrieges musste die böhmische Herrschaft Podebrad verkauft werden. Mit dem Ausscheiden aus dem aktiven Militärdienst verbrachte der Aristokrat die meiste Zeit mit seiner Frau in  Altaussee (Steiermark) und München. 
Die Verwaltung der Standesherrschaft Schillingsfürst übertrug er 1924 seinem ältesten Sohn Franz Josef, der ein bedeutender Genealoge war und im Laufe der Jahrzehnte zahlreiche in der Fachwelt hochgelobte genealogische Werke verfasste.

## Familie
Am 19. August 1893 verheiratete sich Prinz Moritz mit der Prinzessin und Altgräfin Rosa zu Salm-Reifferscheidt-Krautheim und Dyck (* 12. April 1868 in Hersberg am Bodensee; † 1. Dezember 1942 in München). Das Paar hatte folgende fünf Kinder:
- Franz Josef zu Hohenlohe-Schillingsfürst (* 6. Juni 1894 in Graz; † 3. Januar 1970 in Schillingsfürst)

⚭ 1924 Aglae Prinzessin von Schönburg-Hartenstein (1891–1965)
- Maria Anna zu Hohenlohe-Schillingsfürst (* 19. August 1895 in Altaussee; † 23. März 1978 in München)

⚭ 1916 Eugen Fürst zu Oettingen-Wallerstein (1885–1969)
- Chlodwig zu Hohenlohe-Schillingsfürst (* 30. Juli 1897 in Altaussee; † 3. Mai 1968 in München)

⚭ 1927 Mabel Taylor (1886–1968)
⚭ 1946 Mercedes von Krüger (1909–1996)
- Elisabeth zu Hohenlohe-Schillingsfürst (* 18. August 1900; † 18. August 1900)
- Philipp Ernst zu Hohenlohe-Schillingsfürst (* 17. September 1902; † 17. September 1902)

## Memoiren
- Denkwürdigkeiten des Fürsten Chlodwig zu Hohenlohe-Schillingsfürst (Friedrich Curtius, Hrsg.), Stuttgart 1906, 2 Bände (englische Ausgabe: Memoirs of Prince Chlodwig of Hohenlohe-Schillingsfürst, London 1907). 3. Band: Denkwürdigkeiten der Reichskanzlerzeit (K. A, von Müller, Hrsg.), Stuttgart 1931.